# Nika Turković
Nika Turković (Zagreb, 7 juni 1995) is een Kroatische zangeres die in 2004 deelnam aan de 2e editie van het Junior Eurovisiesongfestival in Lillehammer (Noorwegen). Met haar liedje "Hej Mali" (Hé jongen) eindigde Nika op de 3e plaats.
Nika begon met zingen toen ze 4 jaar oud was. Toen ze zes jaar oud was, nam ze deel aan de Turbo Limach show op (HRT televizija). Op 8-jarige leeftijd schreef ze haar eerste song, "The Moon and The Stars". Na haar deelname aan het Songfestival werd ze uitgenodigd bij verschillende Kroatische tv-shows. In 2006 bracht ze een album uit, genaamd Alien. Op deze cd zingt ze duetten met enkele bekende Kroatische zangers: Tony Cetinski en Oliver Dragojević.

## Discografie
- Cd-album: Alien (2006)